# Mai (Alessandro Casillo)
Mai è un brano musicale interpretato dal cantante italiano Alessandro Casillo, pubblicato nel 2012 come secondo singolo tratto dal suo primo album È vero.
Il testo è stato scritto da Andrea Bonomo con la collaborazione di Matteo ed Emiliano Bassi. Il brano è andato in rotazione radiofonica dal 21 maggio 2012.
Il video esce in esclusiva sulla piattaforma video Mediaset. Diretto da Gaetano Morbioli, è stato girato a Verona.